# Deppea foliosa
Deppea foliosa är en måreväxtart som beskrevs av Borhidi, Salas-mor. och E.Martínez. Deppea foliosa ingår i släktet Deppea och familjen måreväxter. Inga underarter finns listade i Catalogue of Life.